# 이스즈 엘가

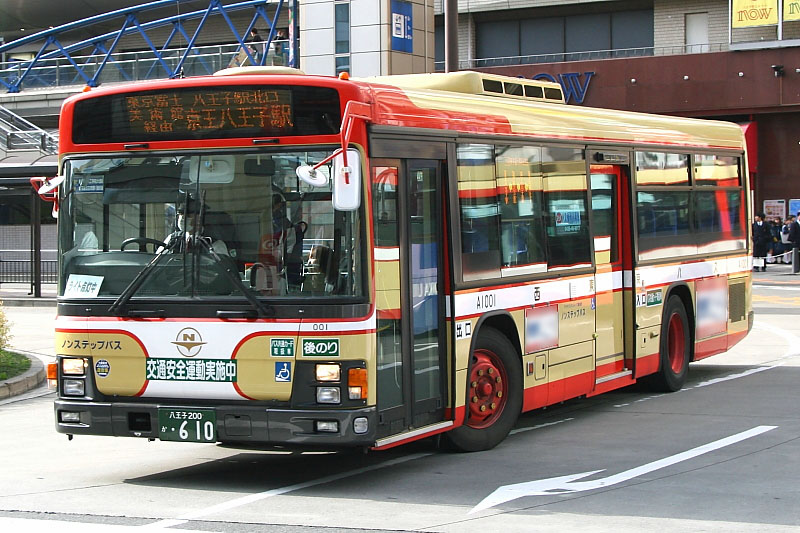
이스즈 엘가

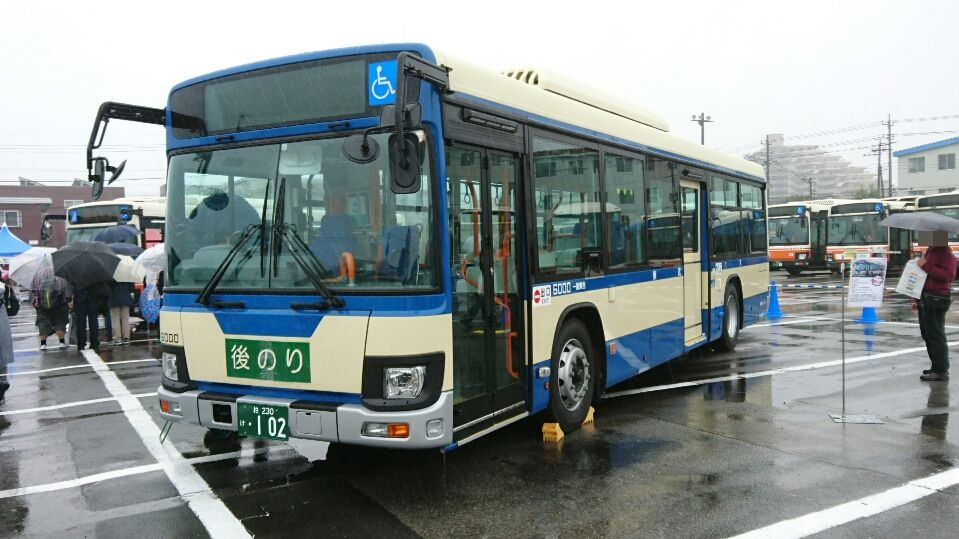
이스즈 엘가 2세대

이스즈 엘가(영어: Isuzu Erga, 일본어: いすゞ・エルガ 이스즈 에루가[*])는 일본 이스즈 자동차가 만든 대형 버스 차량으로 2000년에 최초로 출시했다.

## 같이 보기
- 히노 블루 리본
- 미쓰비시후소 에어로 스타